# Нахаль (бригада)
933-тя піхотна бригада «На́халь» (івр. חטיבת הנח"ל) — ізраїльська піхотна бригада що була сформована в 1982 році. Бригада є регулярним підрозділом Збройних Сил Ізраїлю.

## Історія
З часом військовий аспект діяльності Нахаль був посилений, а в ході Першої ліванської війни в 1982 на основі підрозділів Нахаль була сформована піхотна бригада. Комплектується виключно добровольцями.
У 1997 році бригаду підпорядкували командуванню Центрального військового округу, а підрозділи, що займаються створенням сільськогосподарських поселень, залишилися у віданні старшого офіцера Генерального штабу у справах молоді та освіти.
Під час вторгнення сил ХАМАСу загинув командир бригади, полковник Йонатан Штейнберг.

## Склад
В склад бригади входять:
- 50 піхотний батальйон «Базелет»
- 931 піхотний батальйон «Шахам»
- 932 піхотний батальйон «Граніт»

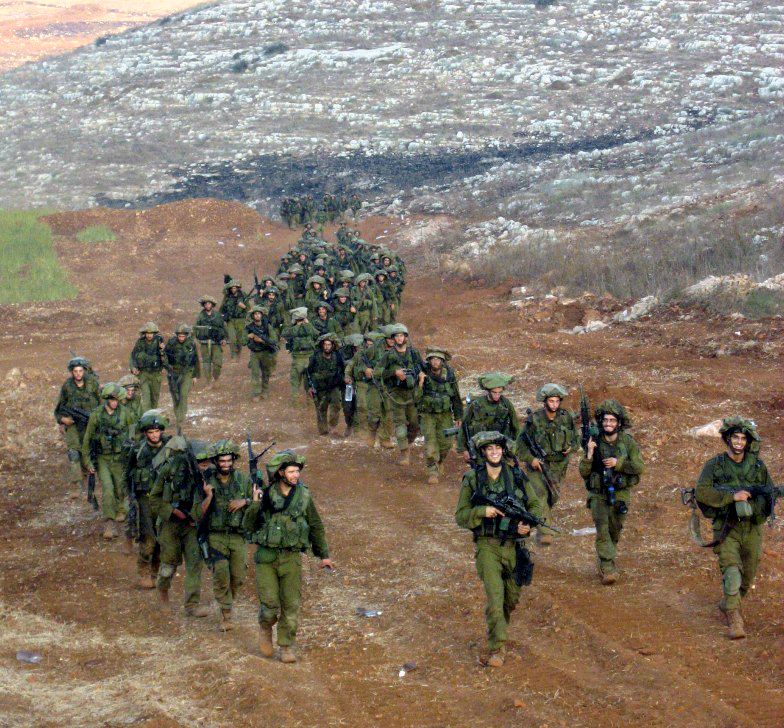
Один з підрозділів бригади в Лівані (2006)

- 934 розвідувальний батальйон «Топаз»